# Ильинское (Сахалинская область)
Ильи́нское (с 1905 по 1946 — Кусюннай; яп. 久春内) — село (ранее поселок городского типа) в Томаринском городском округе Сахалинской области. Расположено на берегу залива Делангля.

## История
12 июля 1787 года в этом районе сахалинского побережья побывала экспедиция французского мореплавателя Лаперуза, который назвал залив в честь Делангля (Де Лангль, фр. Paul-Antoine-Marie Fleuriot de Langle) — капитана фрегата «Астролябия», участвовавшего в экспедиции и первого вошедшего в воды залива. Путешественники сошли на берег и познакомились с местными аборигенами. 

На основании воспоминаний Г.И. Невельского (опубликованных посмертно в 1878 году) считается, что первый на Сахалине русский военный пост Ильинский основан 30 августа 1853 года по указанию Невельского русским исследователем Д. И. Орловым (1806—1859) на месте айнского селения Кусунай в устье одноимённой реки (сейчас Ильинка). Однако, согласно докладу самого Орлова, пост Ильинский был основан 17 августа 1853 года в айнском селении Венду-эса на широте 48°50'47"N, что примерно на 105 км севернее айнского селения Кусунай (нынешнее с. Ильинское), которое Орлов также посещал, но позже, и об учреждении там поста ничего не писал. Согласно вышеуказанным координатам, в местности, где был основан изначальный пост Ильинский (уже через месяц, 20 сентября 1853 года, он упразднён Орловым же, который не видел там возможным «в позднее время года снабжение провизиею, равно и подкрепление людьми»), сейчас располагается село Орлово Углегорского района. 
Через четыре года 20 августа 1857 года Рудановский в устье реки Кусунай основал военный пост, названный им Кусунайским (именно это дату или 1 сентября по новому стилю следует считать временем основания нынешнего села Ильинское). В 1860-е годы тот был самым крупным русским селением на Сахалине, исследователи Л. Д. Брылкин, П. П. Глен, И. Л. Лопатин зимовали в этом посту. Во второй половине XIX века широко использовалось название Кусуннай и Кусуннайский пост (название пост Ильинский в применению к нему стало использоваться позже, уже после выхода книги воспоминаний Невельского, но даже А. П. Чехов, будучи на Сахалине в 1890 году, его не упоминает).

А. П. Чехов «Остров Сахалин»:

Некий Бирич, поселенец, бывший учителем и приказчиком у Семенова, взявши взаймы денег, построил все необходимое для промысла близ Кусунная и стал приглашать к себе поселенцев. Работает у него теперь около 30 человек. Дело ведется неофициально, нет тут даже надзирателя. Пост Кусуннай, давно уже заброшенный, находится верст на сто севернее Мауки, у устья реки Кусунная, которая когда-то считалась границею между русскими и японскими владениями на Сахалине.
— 1894Полный текст произведения
C 1905 года, когда территория южного Сахалина отошла к Японии, село официально называлось Кусюннай (яп. 久春内) и входило в состав окружной префектуры Маока. После освобождения Сахалина 5 июня 1946 года Указом Президиума Верховного Совета РСФСР Кусуннай был переименован в поселок Ильинский.

## Современность
Ныне Ильинский — рабочий посёлок в 31 км к северу от Томари. Железнодорожная станция «Ильинск-Сахалинский». Регулярное железнодорожное сообщение с Южно-Сахалинском.
- В 2015 году в 5 км от посёлка начато строительство Сахалинской ГРЭС-2.
- В 1970-х и в конце 2000-х велось проектирование железнодорожной магистрали Углегорск — Ильинск[5][6]. Однако реальное строительство начато не было.
- Рассматривается возможность постройки нового незамерзающего морского порта[7][8].

## Климат
В Ильинском имеется метеостанция. Наблюдения ведутся с 1860 года. Климат умеренный муссонный.
- Среднегодовая температура воздуха — 3,1 °C
- Относительная влажность воздуха — 77,8 %
- Средняя скорость ветра — 5,6 м/с

| Показатель              | Янв.  | Фев.  | Март | Апр. | Май | Июнь | Июль | Авг. | Сен. | Окт. | Нояб. | Дек. | Год |
| ----------------------- | ----- | ----- | ---- | ---- | --- | ---- | ---- | ---- | ---- | ---- | ----- | ---- | --- |
| Средняя температура, °C | −10,9 | −10,3 | −4,8 | 1,5  | 5,9 | 10,5 | 14,7 | 17,0 | 13,8 | 7,4  | −0,9  | −7,6 | 3,0 |
| Норма осадков, мм       | 63    | 47    | 47   | 46   | 63  | 48   | 81   | 103  | 89   | 89   | 80    | 71   | 827 |
| Температура воды, °C    | −1,8  | −1,8  | −1,3 | 1,7  | 5,8 | 9,7  | 14,0 | 16,7 | 14,8 | 9,4  | 2,7   | −1,4 | 5,7 |
| Источник: .             |       |       |      |      |     |      |      |      |      |      |       |      |     |

| Среднесуточная температура воздуха в Ильинском по данным NASA | Среднесуточная температура воздуха в Ильинском по данным NASA | Среднесуточная температура воздуха в Ильинском по данным NASA | Среднесуточная температура воздуха в Ильинском по данным NASA | Среднесуточная температура воздуха в Ильинском по данным NASA | Среднесуточная температура воздуха в Ильинском по данным NASA | Среднесуточная температура воздуха в Ильинском по данным NASA | Среднесуточная температура воздуха в Ильинском по данным NASA | Среднесуточная температура воздуха в Ильинском по данным NASA | Среднесуточная температура воздуха в Ильинском по данным NASA | Среднесуточная температура воздуха в Ильинском по данным NASA | Среднесуточная температура воздуха в Ильинском по данным NASA | Среднесуточная температура воздуха в Ильинском по данным NASA |
| Янв                                                           | Фев                                                           | Мар                                                           | Апр                                                           | Май                                                           | Июн                                                           | Июл                                                           | Авг                                                           | Сен                                                           | Окт                                                           | Ноя                                                           | Дек                                                           | Год                                                           |
| −11,1 °C                                                      | −10,2 °C                                                      | −4,8 °C                                                       | 1,5 °C                                                        | 6,0 °C                                                        | 10,4 °C                                                       | 14,7 °C                                                       | 16,9 °C                                                       | 13,7 °C                                                       | 7,4 °C                                                        | −0,8 °C                                                       | −7,9 °C                                                       | 3,1 °C                                                        |
| ------------------------------------------------------------- | ------------------------------------------------------------- | ------------------------------------------------------------- | ------------------------------------------------------------- | ------------------------------------------------------------- | ------------------------------------------------------------- | ------------------------------------------------------------- | ------------------------------------------------------------- | ------------------------------------------------------------- | ------------------------------------------------------------- | ------------------------------------------------------------- | ------------------------------------------------------------- | ------------------------------------------------------------- |

## Население
| 1925 | 1935  | 1959  | 1970  | 1979  | 1989  | 2002 |
| ---- | ----- | ----- | ----- | ----- | ----- | ---- |
| 1467 | ↗2618 | ↗4305 | ↘2835 | ↘1597 | ↘1311 | ↘904 |
| 2010 | 2013  | 2021  |       |       |       |      |
| ↘686 | ↘649  | ↗898  |       |       |       |      |